# 葛亮
葛亮（1978年—），當代作家、學者。香港大學中文系博士。現任香港浸會大學中文系教授。

## 簡介
文學作品出版於兩岸三地，著有长篇小說《燕食記》《北鳶》《朱雀》，小說集《瓦貓》《飛髮》《問米》《七聲》《戲年》《謎鴉》《浣熊》，散文隨筆《繪色》《小山河》《紙上》等。作品被譯為英、法、意、俄、日、韓等國文字。長篇小說《朱雀》《北鳶》先後獲選「亞洲週刊華文十大小說」。斬獲2016年度央視「中國好書」 、2016年「華文好書」評委會特別大獎、年度當代五佳長篇小說、年度中版十大中文好書等三十多項大奖。作者獲頒《南方人物週刊》「年度中國人物」、2017《GQ中國》年度作家、2017海峽兩岸年度作家。
曾獲首屆香港書獎、香港藝術發展獎、台灣梁實秋文學獎等獎項。作品入選「當代小說家書系」、「二十一世紀中國文學大系」、「2008、2009、2015中國小說排行榜」 、「2015年度誠品中文選書」。
2022年憑《飛髮》獲得第八届鲁迅文学奖中篇小說獎，是首位獲得魯迅文學獎的香港作家。
2024年《燕食記》獲浸大第十屆「紅樓夢獎」首獎。

## 主要著作

### 長篇小說
- 《靈隱》，香港：三聯書店（香港）有限公司，2024年7月，231頁。
- 《燕食記》（精装版），北京：人民文學出版社，2022年8月，536頁。
- 《北鳶》[1][2]（精装版），北京：人民文學出版社，2018年4月，490頁。
- 《北鳶》，台灣:聯經出版公司﹐2015年10月﹐565頁。
- 《朱雀》[1][2]，台灣:麥田出版公司﹐2009年7月﹐480頁。

### 中短篇小說集
- 《飛髮》，香港：三聯書店（香港）有限公司，2022年9月，327頁。
- 《瓦貓》，北京：人民文學出版社，2021年2月，337頁。
- 《問米》[2]，杭州：浙江文藝出版社，2018年5月，234頁。
- 《問米》，台北：新經典文化出版公司，2018年5月，301頁。
- 《浣熊》[2]，北京:中信出版社﹐2017年10月，287頁 。
- 《謎鴉》[2]，北京:中信出版社﹐2017年10月，295頁 。
- 《七聲》[2]，北京:中信出版社﹐2017年8月，276頁。
- 《戲年》[2]，北京:中信出版社﹐2017年8月，237頁 。
- 《浣熊》，台北﹕印刻文學出版有限公司﹐2013年10月，302頁。
- 《阿德與史蒂夫》，香港﹕三聯書店有限公司﹐2012年11月，264頁。
- 《戲年》，台北﹕印刻文學出版有限公司﹐2011年7月，230頁。
- 《七聲》，台灣:聯合文學出版公司﹐2007年﹐239頁。
- 《離島》，香港：文匯出版社，2010年6月。
- 《相忘江湖的魚》，香港﹕匯智出版﹐2006年，224頁。
- 《謎鴉》，台灣﹕聯合文學出版公司﹐2006年，253頁。

### 散文集
- 《梨與棗》，江蘇：鳳凰文藝出版社，2023年3月，共211頁。
- 《紙上》，香港：中華書局，2016年12月，共238頁。
- 《小山河》[2]，杭州：浙江文藝出版社，2016年8月（共190頁）
- 《繪色》[2]（電影文化論述專書）[2]，香港﹕三聯書店有限公司﹐2010年，251頁。

### 評論
- 《繁華落盡見真淳：王安憶城市小說書寫研究》[2]，香港：中華書局，2021年，ISBN 9789888676262。
- 《此心安處亦吾鄉：嚴歌苓的移民小說文化版圖》，香港：三聯書店（香港）有限公司，2014年，ISBN：9789620436048。
- 《狂語莫言》（評論集，合著），香港：明報出版社，2013年。

## 獲得獎項
- 2024年，《燕食記》獲第十屆紅樓夢獎首獎。[3]
- 2024年，獲香港藝術發展局頒發第十八屆香港藝術發展獎「藝術家年獎」（文學藝術）[4]。
- 2022年，《飛髮》獲第八屆魯迅文學獎中篇小說獎，葛亮是香港首位獲獎的作家[5]。
- 2017年，《北鳶》獲“美國康泰納仕出版集團”頒發「GQ中国年度作家」。
- 2017年，《北鳶》獲「中央人民廣播電台」頒發「海峡两岸年度作家」。
- 2017年，《問米》獲頒「第十七屆百花文學獎」。
- 2017年，《罐子》入選「中國當代文學作品排行榜」。
- 2017年，《北鳶》一書獲得中國圖書評論協會、中央電視台頒發年度「中國好書」第一名。
- 2017年，獲《南方人物週刊》頒發「年度中國人物」 。
- 2017年，《北鳶》一書獲得《中国出版传媒商报》頒發年度「華文好書評委會特別大獎」。
- 2017年，《北鳶》一書獲得 年度《當代》五佳長篇小說。
- 2017年，《北鳶》一書獲得中國出版集團頒發2016年「中版好書」文學藝術十大好書。
- 2017年，《北鳶》一書獲得《廣州日報》「中國圖書勢力榜」 年度十大好書。
- 2017年，《北鳶》一書獲得《出版人》雜誌頒布書業年度評選文學類年度圖書。
- 2017年，《北鳶》一書獲得年度《人民日報》推薦書目第一名。
- 2017年度豆瓣讀書中國文學第一名，百道好書榜年榜文學類第一名。
- 2017年，《北鳶》一書獲得浙江日報報業集團和浙江出版聯合集團主辦 「春風悅讀盛典」年度白銀圖書獎。
- 2017年，《北鳶》誠品書店中文年度好書年度暢銷書，「書店文學獎」年度最佳圖書。
- 2017新浪好書榜年度總榜十大好書，2017年度出版協會中國三十本好書。
- 亞馬遜年度優選十大好書，華西都市報當代書評十大好書，2017深圳讀書月十大中文好書，2017年度「書香江蘇」十二本好書。
- 2016年， 《北鳶》獲頒「亞洲週刊全球華文十大小說」。
- 2016年，中國小說學會 「2015年度中國小說排行榜」「十大短篇小說」（獲獎作品：〈不見〉）。
- 2015年，誠品中文選書，誠品香港中文選書。(獲獎作品：《北鳶》)
- 2014年，香港浸會大學教學人員傑出表現獎之「傑出青年研究學者」。（The President’s Awards for Outstanding Performance：Outstanding Young Researchers）
- 2013年，亞洲週刊2012年全球華文十大小說(獲獎作品：《阿德與史蒂夫》)。
- 2012年，「20 under 40」（最受期待的華文小說家”）"Best 20 Sinophone writers under 40" by Unitas《聯合文學》,Taiwan.
- 2010年，亞洲週刊2009年全球華文十大小說(獲獎作品：《朱雀》)。
- 2010年，中國小說學會 「2009年度中國小說排行榜」「十大短篇小說」（獲獎作品：〈過客〉）。
- 2009年，香港藝術發展獎 Hong Kong Arts Development Awards 2008("Sole Winner of the Award for Young Artist")by the Hong Kong Arts Development Council.
- 2009年，中國小說學會 「2008年度中國小說排行榜」「十大短篇小說」（獲獎作品：〈阿霞〉）。
- 2008年，第一屆「香港書獎」（獲獎作品：《相忘江湖的魚》）the Hong Kong Book Prize 2007，by by RTHK, Leisure and Cultural Services Department﹐Hong Kong Public Libraries &Hong Kong Publishing Federation.for the collection of short stories Try to Remember.
- 2008年，第二十一屆「臺灣梁實秋文學獎」（獲獎作品：〈淺白書〉）"The 21st Liang Shih-ch’iu Literary Award,2008"  by Chiu Ko Cultural and Educational Foundation &China Daily News, Taiwan, for the prose piece, "The Paper before the Poem".
- 2005年，第十九屆「臺灣聯合文學小說獎」首獎（獲獎作品：〈謎鴉〉）First Prize of" The Unitas Fiction Writer's Prize of Taiwan" by United Daily News(《聯合報》),Unitas《聯合文學》and Unitas Foundation, for "Life of Puzzle".
- 2004年，第三十一屆「香港青年文學獎」(獲獎作品：〈舊日〉) " Youth Literature Awards of Hong Kong"by Youth Literature Awards Association for"The past".

## 外部連結
- 香港浸會大學中文系個人頁面
- 豆瓣-葛亮的小站 （页面存档备份，存于）
- 南都周刊2013年第41期 葛亮：从南京到香港
- 亞洲週刊 葛亮－映照民國社會風起雲湧[]
- 王德威：〈抒情民国——葛亮的《北鸢》 （页面存档备份，存于）〉。
- 王德威：〈归去未见朱雀航——葛亮的《朱雀》 （页面存档备份，存于）〉。